# Börje Nordström (redaktör)
Matts Börje Nordström, född 3 februari 1905 i Luleå, död 16 april 1982 i Linköping, var en svensk redaktör.
Nordström, som var son till förste expeditionsvakt Alexius Nordström och Vilma Holmqvist, avlade studentexamen 1924 och blev filosofie kandidat vid Uppsala universitet 1928. Han blev medarbetare i Norrbottens-Kuriren 1929, i Östgöta Correspondenten 1936 och var politisk redaktör där från 1943. 
Nordström var kassör i Svenska Turistföreningens Norrbottenskrets 1930–1936, sekreterare i Publicistklubbens östra krets 1938–1946, vice ordförande 1946–1949 och ordförande 1949–1954. Han var ledamot av Luleå stadsfullmäktige och dess beredningsnämnd 1935–1936, Linköpings stadsfullmäktige 1947–1960, dess beredningsutskott 1953–1954, drätselkammaren 1956–1960 (vice ordförande 1960) och styrelsen för Linköpings stifts- och landsbibliotek från 1952. Han skrev Idrottsföreningen De tre falkarna (1939), Kommunalt sekel, del 2 (1962) och En bok om Kisa socken (band 1–3, 1973–1981; band 4 utgivet postumt under redaktion av Mathias von Wachenfeldt, 1990). Nordström är gravsatt i minneslunden på Södra griftegården i Linköping.